# Прокопий Сазавски
Вижте пояснителната страница за други личности с името Прокопий.
Прокопий Сазавски (на чешки: Prokop Sázavský; ок. 970, Хотоун – 25 март 1053, Сазава) е чешки отшелник, основател на Сазавската обител.
Прокопий е роден около 970 г. в Хотоун, за родителите е известно, че се наричат Вит и Божена. Получава добро образование в славянската школа във Вишеград (по други данни – във Велехрад) и е ръкоположен в свещеник. Бил е женен, като от брака си има син Емерам (в чешки източници понякога се среща Имрам/ Jimram).
По-късно избира монашеския живот и се преселва в Бржевновския манастир.
След унищожаването на рода Славниковци от управляващата династия Пршемисловци, Прокопий се заселва в пещера в Далейската долина край Инонице, недалеча от Прага. Според послеписа в глаголическите части на ръкописа, той създава кирилската част на евангелието, като двете части влизат по-късно в т.нар. Реймско евангелие.
После св. Прокопий се заселва в горите в долината на река Сазава, където води аскетичен живот и се труди – изсича дървета и обработва земя. Според легендата, веднъж местните жители съзират светеца да разорава земята с впрегнат дявол, който подгонва с кръст.
Постепенно в близост до Прокопий се заселват негови ученици, и под покровителството на княз Олдржих възниква манастир, чиито първи игумен става Прокопий. Манастирът е покровителстван и от сина на Олдржих, Бржетислав I. В качествот на устав на манастира е избран устава на св. Василий Велики с някои черти от устава на св. Бенедикт. Манастирът остава център на славянската култура и е последното място в Чехия, където се е извършвало богослужение на църковнославянски език.
През 1204 г. свети Прокопий става първият чешки светец, официално канонизиран от римски папа – Инокентий III. Прокопий е един от светите покровители на Чехия. През 1588 г. мощите му са пренесени в параклиса „Вси светии“ в Прага.
Житието на свети Прокопий, написано на старославянски от сазавските монаси, не е съхранено. Запазен е само латински превод от 1097 г., намерен в ръкописи от 13 – 14 в.
Архиепископ Филарет помества житието му в написаното от него „Жития святых, чтимых православной Церковью“ (1885). Прокопий е почитан в Православната църква на чешките земи и Словакия; основан е манастир на преподобния Прокопий Сазавски в град Мост. На 9 март 2017 г. с решение на Свещения синод на Руската православна църква името на „преподобния Прокопий, игумен Сазавски“ е внесено в месецослова на Руската православна църква.